# Michelle Monaghan
Michelle Lynn Monaghan (/ˈmɒnəhən/ MON-ə-hən, sinh ngày 23 tháng 3 năm 1976) là nữ diễn viên người Mỹ. Cô từng thủ vai chính trong các phim như: Kiss Kiss Bang Bang (2005), Gone Baby Gone (2007), Made of Honor (2008), Eagle Eye (2008), Trucker (2008), Source Code (2011), Pixels (2015) và Patriots Day (2016). Trong sê-ri Mission: Impossible, cô xuất hiện ở các phim Mission: Impossible III (2006), Ghost Protocol (2011) và Fallout (2018).
Ở lĩnh vực truyền hình, Monaghan từng vào vai chính trong mùa đầu tiên của loạt phim tội phạm True Detective (2014, HBO), qua đó giành được một đề cử Golden Globe Award. Ngoài ra, cô cũng góp mặt trong các phim The Path (2016–2018), sê-ri ngắn Echoes (2022 và mùa ba của phim The White Lotus (2025).

## Thời thơ ấu
Monaghan lớn lên trong gia đình theo đạo Công giáo tại một thị trấn nhỏ ở Winthrop, Iowa. Cha cô tên Robert, công nhân nhà máy, còn mẹ là Sharon (nhũ danh: Hammel), cô có hai anh trai tên Bob và John. Gia đình cô chủ yếu là người gốc Ireland và Đức.
Năm 1994, cô tốt nghiệp Trung học East Buchanan. Sau đó, cô tới Chicago học báo chí trường Columbia College Chicago, đồng thời bắt đầu đi làm nghề người mẫu. Ngoài Mỹ, cô từng làm người mẫu ở Milan, Singapore, Tokyo và Hồng Kông. Năm 1999, cô đến New York để theo đuổi sự nghiệp diễn xuất khi chỉ còn một kỳ nữa là hoàn thành đại học. Cô từng làm mẫu ảnh tạp chí, catalog trước khi đi diễn.

## Danh sách phim

### Điện ảnh
| Năm  | Tên phim | Vai diễn | Ghi chú |
| ---- | -------- | -------- | ------- |
| 2024 | MaXXXine |          |         |